# Megachile instita
Megachile instita är en biart som beskrevs av Mitchell 1934. Megachile instita ingår i släktet tapetserarbin, och familjen buksamlarbin. Inga underarter finns listade i Catalogue of Life.